# Delesseria
Genre
Synonymes
- Paraglossum J.Agardh, 1898[2]
- Wormskioldia Sprengel, 1827[2]

Delesseria est un genre d’algues rouges de la famille des Delesseriaceae. 
Il est nommé en l’honneur de Benjamin Delessert.

## Liste d'espèces
Selon AlgaeBase (3 août 2017) :
- Delesseria aemula A.Millar & M.J.Wynne
- Delesseria amethystina Schousboe (Sans vérification)
- Delesseria appendiculata Mazza ex De Toni
- Delesseria bartoniae F.Schmitz
- Delesseria bifida (Turner) J.V.Lamouroux (Sans vérification)
- Delesseria botryocarpa J.V.Lamouroux (Sans vérification)
- Delesseria bracteata (Turner) J.V.Lamouroux (Sans vérification)
- Delesseria brodiaei (Turner) J.V.Lamouroux (Sans vérification)
- Delesseria caulescens (S.G.Gmelin) J.V.Lamouroux
- Delesseria ciliaris J.V.Lamouroux (Sans vérification)
- Delesseria ciliata (Turner) J.V.Lamouroux (Sans vérification)
- Delesseria complanata Ruprecht (Statut incertain)
- Delesseria corallorhiza Schousboe (Sans vérification)
- Delesseria cruenta (Harvey) J.Agardh (Sans vérification)
- Delesseria dentata (Turner) J.V.Lamouroux (Sans vérification)
- Delesseria edulis (Stackhouse) J.V.Lamouroux (Sans vérification)
- Delesseria endiviifolia J.D.Hooker & Harvey (Sans vérification)
- Delesseria ferrarii Bonnemaison & J.V.Lamouroux (Sans vérification)
- Delesseria griffithsiana "Suhr" (Sans vérification)
- Delesseria hypoglossa (Turner) J.V.Lamouroux (Sans vérification)
- Delesseria intermedia J.Agardh
- Delesseria juergensii (J.Agardh) J.Agardh (Sans vérification)
- Delesseria lacepedeana Reinbold (Statut incertain)
- Delesseria leiphaemia (Montagne) M.Howe (Statut incertain)
- Delesseria lingulata Duby (Sans vérification)
- Delesseria lobata J.V.Lamouroux (Sans vérification)
- Delesseria membranifolia (Turner) J.V.Lamouroux (Sans vérification)
- Delesseria minuta Kützing (Sans vérification)
- Delesseria mnioides Harvey (Sans vérification)
- Delesseria nana Schousboe (Sans vérification)
- Delesseria oppositifolia Harvey (Sans vérification)
- Delesseria opuntioides J.Agardh
- Delesseria papyracea Schousboe (Sans vérification)
- Delesseria parisiensis Wat. (Sans vérification)
- Delesseria pleurospora Harvey (Sans vérification)
- Delesseria pontica K.N.Deckenbach
- Delesseria pusilla Schousboe (Sans vérification)
- Delesseria saccata J.V.Lamouroux (Sans vérification)
- Delesseria sanguinea (Hudson) J.V.Lamouroux (espèce type)
- Delesseria spermophora (Turner) J.V.Lamouroux (Sans vérification)
- Delesseria spinulosa (Ruprecht) J.Agardh (Sans vérification)
- Delesseria stiriata (Turner) J.V.Lamouroux (Sans vérification)
- Delesseria subdichotoma J.Agardh (Sans vérification)
- Delesseria subtilis Grunow
- Delesseria tenerrima Greville (Sans vérification)
- Delesseria ulvoides (Turner) C.Agardh
- Delesseria vieillardii (Kützing) Zanardini (Sans vérification)

Selon BioLib (3 août 2017) :
- Delesseria decipiens
- Delesseria sanguinea

Selon ITIS (3 août 2017) :
- Delesseria decipiens
- Delesseria sanguinea

Selon World Register of Marine Species (3 août 2017) :
- Delesseria aemula A.J.K.Millar & M.J.Wynne, 1992
- Delesseria amethystina Schousboe
- Delesseria appendiculata Mazza ex De Toni, 1924
- Delesseria bartoniae F.Schmitz
- Delesseria bifida (Turner) J.V.Lamouroux
- Delesseria botryocarpa J.V.Lamouroux
- Delesseria bracteata (Turner) J.V.Lamouroux
- Delesseria brodiaei (Turner) J.V.Lamouroux
- Delesseria caulescens (S.G.Gmelin) J.V.Lamouroux
- Delesseria ciliaris J.V.Lamouroux
- Delesseria ciliata (Turner) J.V.Lamouroux
- Delesseria complanata Ruprecht
- Delesseria corallorhiza Schousboe
- Delesseria cornea (Hudson) Greville
- Delesseria crenata
- Delesseria crispa (Zanardini) Zanardini
- Delesseria crispa Sonder
- Delesseria crozetii Levring, 1944
- Delesseria cruenta (Harvey) J.Agardh
- Delesseria dentata (Turner) J.V.Lamouroux
- Delesseria edulis (Stackhouse) J.V.Lamouroux
- Delesseria endiviifolia J.D.Hooker & Harvey
- Delesseria erinacea (Turner) J.V.Lamouroux
- Delesseria ferrarii Bonnemaison & J.V.Lamouroux
- Delesseria griffithsiana Suhr
- Delesseria hombroniana (Montagne) Ruprecht
- Delesseria hypoglossa (Turner) J.V.Lamouroux
- Delesseria intermedia J.Agardh, 1872
- Delesseria juergensii (J.Agardh) J.Agardh
- Delesseria lacepedeana Reinbold, 1898
- Delesseria lacera J.V.Lamouroux
- Delesseria leiphaemia (Montagne) M.A.Howe, 1914
- Delesseria lingulata Duby
- Delesseria lobata J.V.Lamouroux
- Delesseria lomentacea Zanardini
- Delesseria macloviana Skottsberg, 1919
- Delesseria membranifolia (Turner) J.V.Lamouroux
- Delesseria minor Baardseth, 1941
- Delesseria minuta Kützing
- Delesseria mnioides Harvey
- Delesseria nana Schousboe
- Delesseria oppositifolia Harvey
- Delesseria opuntioides J.Agardh, 1854
- Delesseria papyracea Schousboe
- Delesseria parisiensis Wat.
- Delesseria pleurospora Harvey
- Delesseria pontica K.N.Deckenbach
- Delesseria pusilla Schousboe
- Delesseria rubens (Hudson)
- Delesseria saccata J.V.Lamouroux
- Delesseria sanguinea (Hudson) J.V.Lamouroux, 1813
- Delesseria spermophora (Turner) J.V.Lamouroux
- Delesseria spinulosa (Ruprecht) J.Agardh
- Delesseria stiriata (Turner) J.V.Lamouroux
- Delesseria subdichotoma J.Agardh
- Delesseria subtilis Grunow, 1889
- Delesseria tenerrima Greville
- Delesseria ulvoides (Turner) C.Agardh
- Delesseria vieillardii (Kützing) Zanardini